# Bandon
Bandon (irisch Droichead na Bandan; deutsch „Brücke über die Bandon“) ist eine Stadt im County Cork im Süd(west)en der Republik Irland.

## Bandon

### Geografie und Demografie
Bandon liegt zwischen zwei Hügeln am River Bandon im Süden der Grafschaft Cork. Von Cork City ist Bandon knapp 30 km, vom Flughafen Cork etwa 23 km – jeweils in südwestlicher Richtung – entfernt. Der Ort liegt an der Nationalstraße N71 von Cork City nach Killarney im County Kerry, die – als Alternative zur viel kürzeren N22 – in ihrem teilweise küstennahen Verlauf eine beliebte Touristenroute durch das südwestliche Irland darstellt. Bus Éireann verbindet Bandon u. a. regelmäßig mit Cork City.
Die Einwohnerzahl Bandons wurde bei der Volkszählung 2022 mit 8196 Personen ermittelt. Das ist ein erhebliche Steigerung der Bevölkerungszahl gegenüber 1996, als es 4751 Personen waren. Mit Bandon (Oregon), das 1873 von Lord George Bennet gegründet und nach seinem Geburtsort, dem irischen Bandon, benannt wurde, besteht eine Städtepartnerschaft.

### Ursprünge
Bandon beging im Jahr 2004 sein 400-jähriges Jubiläum. Der Ort wurde zu Beginn des 17. Jahrhunderts im Zuge der Munster Plantation als englische Siedlung ausschließlich für Protestanten gegründet; Katholiken war die Niederlassung im Ort untersagt. Die ersten englischen Siedler stammten aus Somerset. Ein etwa eine Meile (1,61 km) langer Schutzwall umgab den Ort. Im Lauf der Zeit wurden mehrere Brücken errichtet, um die an beiden Flussufern entstandenen Ortsteile zu verbinden, und der Ort wurde bekannt als Bandon-Bridge oder auf Irisch Droichead na Bandan.
Finbarr, der Schutzheilige der Stadt und Diözese Cork, wurde vermutlich um 550 nahe Bandon geboren.

## Persönlichkeiten
- Robert Baldwin Sullivan (1802–1853), kanadischer Rechtsanwalt und Politiker
- George Strickland Kingston (1807–1880), australischer Unternehmer und Politiker
- L. T. Meade (1844–1914), Schriftstellerin
- James J. Walsh (1880–1948), Politiker
- Joan Burke (1928–2016), Politikerin
- Florence Crowley (1934–1997), Politiker
- Colm Kelleher (* 1957), Bankmanager
- Graham Norton (* 1963), Schauspieler, Comedian, Fernsehmoderator und Autor, wuchs in Bandon auf
- Conor Hourihane (* 1991), Fußballspieler